# Herbert Beuerle

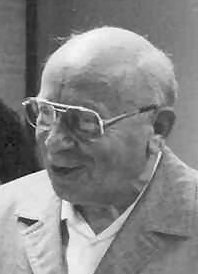
Herbert Beuerle, 1985

Herbert Beuerle (* 28. April 1911 in Düsseldorf; † 13. Februar 1994 in Gelnhausen) war ein deutscher Kirchenmusik-Komponist und Kirchenlied-Dichter.

## Leben
Er studierte Kirchenmusik in Berlin bei Gerhard Schwarz, Gottfried Grote, Hugo Distler und Ernst Pepping und wirkte danach dort als Kantor. Nach sowjetischer Kriegsgefangenschaft von 1945 bis 1949 war er Kantor in Dassel, von 1952 bis zum Ruhestand Kantor und Musiklektor im Burckhardthaus Gelnhausen, daneben ab 1949 Singwart im Christlichen Sängerbund.
Er schuf viele Lieder und Kanons der Gattung Neues Geistliches Lied und war Mitglied der Oekumenischen Textautoren- und Komponisten Gruppe der Werkgemeinschaft Musik e. V. und der AG Musik in der Ev. Jugend e. V., heute Textautoren- und Komponistengruppe TAKT.
Herbert Beuerles Melodien finden sich unter anderem im Evangelischen Gesangbuch und im katholischen Gotteslob, aber auch in freikirchlichen gottesdienstlichen Büchern, so im Gesangbuch der Evangelisch-methodistischen Kirche aus dem Jahre 2002.
Sein Sohn war der Musiker Hans Michael Beuerle.

## Hauptwerke
- Alle guten Gaben (1950)
- Allein Gott in der Höh sei Ehr (Kanon) / Soli deo gloria (1975)
- Dies ist der Tag, den der Herr gemacht: Morgen und Mittag (1959)
- Dich loben deine Werke (Melodie, 1967), unter anderem im Gesangbuch der Evangelisch-methodistischen Kirche 61
- Herr, deine Güte reicht, so weit der Himmel ist (Deine Gerechtigkeit steht wie die Berge) (1965), unter anderem im Evangelischen Gesangbuch 277
- Kyrie, kyrie, kyrie eleison (Kanon) (Melodie, 1952)
- Lobet den Herren alle, die ihn ehren (Kanon) (Melodie, 1967) EG 448
- Wir sind mitten im Leben zum Sterben bestimmt (Melodie, 1970)
- Wir sind zum Mahl geladen (Melodie, 1968)
- Wo ist das Wasser, das zu Wein sich kehrt? (Melodie)
- Vier kleine Stücke für Violine und Klavier Strube-Verlag (1996)
- Christus ist von Gott gesandt Verlag Singende Gemeinde (1996)
- Gitarrenbuch zum Evangelischen Gesangbuch / 1 & 2, (1995)
- Ostermusik Verlag Singende Gemeinde (1994)
- Danket dem Herrn mit frohem Mut Christlicher Sängerbund der Schweiz (1994)
- In dich hab ich gehoffet, Herr Strube-Verlag (1993)
- Jesu, meine Freude Strube-Verlag (1993)
- Zwei Suiten für Bläser und Schlagwerk. Für 4st Bläserchor, Stabspiele u. Schlaginstrumente. Merseburger Verlag